# Warfield (Berkshire)
Warfield – wieś i civil parish w Anglii, w Berkshire, w dystrykcie (unitary authority) Bracknell Forest. W 2011 civil parish liczyła 10088 mieszkańców. Warfield jest wspomniana w Domesday Book (1086) jako Warwelt. Warfield było Warfeld w XI w. i Werrefeld w XIII w..